# الکترو وینینگ

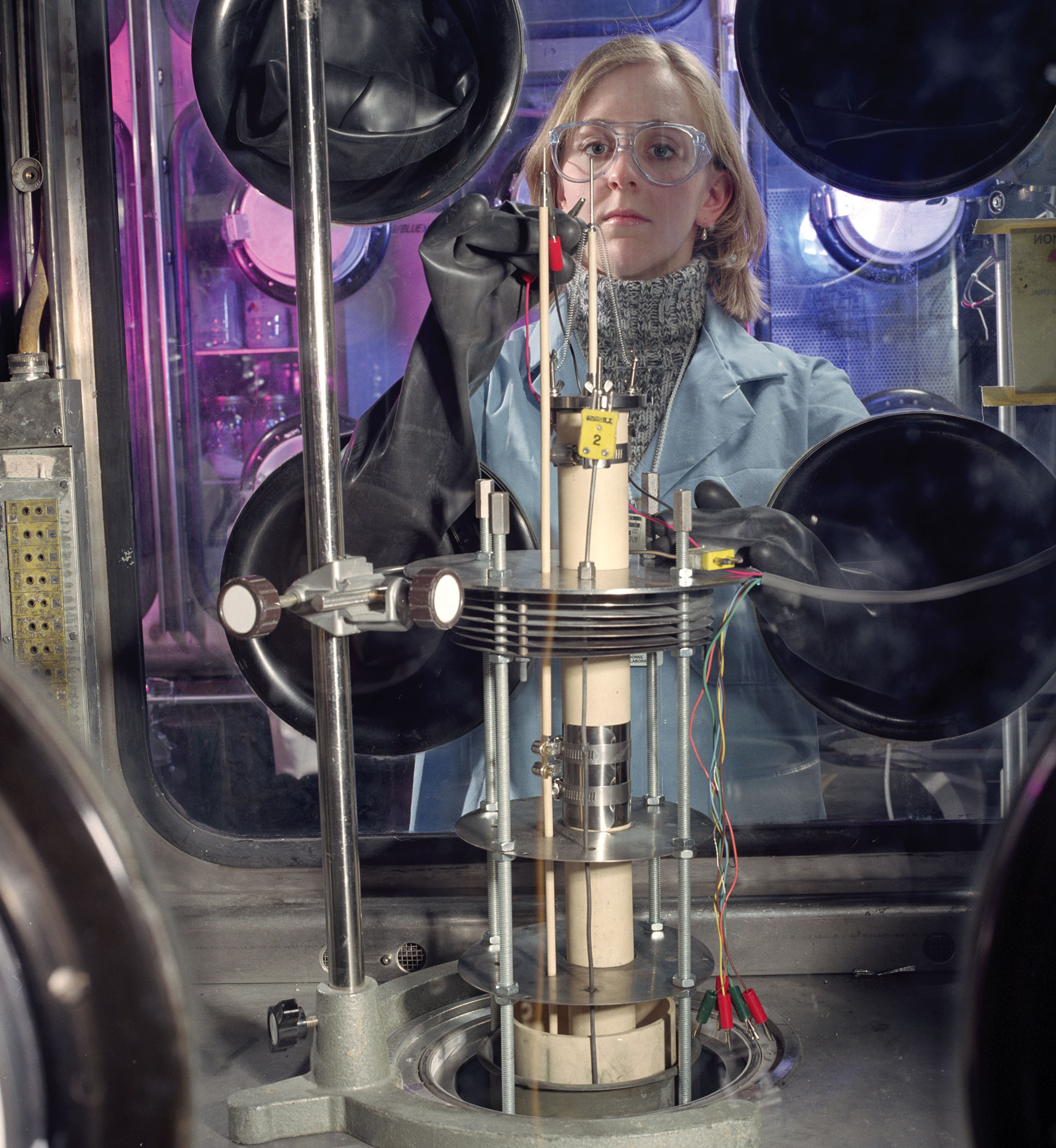
استفاده از فناوری پالایش الکتریکی برای تبدیل سوخت اتمی به فلز.

الکترو-وینینگ، که به آن استخراج الکتریکی نیز گفته می‌شود، عبارتست از عملیات رسوب الکتریکی فلزات از سنگ معدن آن در یک حلال که به‌طور معمول به این فرایند لیچینگ گفته می‌شود. پالایش الکتریکی از روش مشابهی برای بیرون کشیدن ناخالصیها از فلزات استفاده می‌نماید. در هردو فرایند از آبکاری الکتریکی در مقیاس بالا استفاده می‌شود و تکنیکهای مهم از نظر اقتصادی و راحتی انجام فرایند برای خالص سازی فلزات غیر آهنی می‌باشند. به فلزات تهیه شده از این روش الکترو- ون گفته می‌شود.
در الکتروینینگ، یک جریان از آند خنثی که در محلول لیچ حاوی فلز قرار دارد، عبور می‌کند، و در نتیجه بر اساس فرایند آبکاری الکتریکی فلز روی کاتد رسوب می‌نماید. در پالایش الکتریکی آند از فلز ناخالص تشکیل شده، و زمانیکه جریان از مایع الکترولیک اسیدی عبور می‌کند، آند خورده شده و در الکترولیت حل می‌شود، و بر اساس فرایند آبکاری الکتریکی فلز خالص روی کاتد رسوب می‌نماید.

## تاریخچه
الکترو-وینینگ قدیمی‌ترین فرایند الکترولیز صنعتی می‌باشد. شیمیدان انگلیسی همفری دیوی در سال ۱۸۰۷ توانست برای اولین بار با الکترولیز سدیم هیدروکسید مذاب، عنصر فلز سدیم را استخراج نماید. پالایش الکتریکی مس به صورت تجربی برای اولین بار توسط ماکسیم دوک لختنبرگ در سال ۱۸۸۳ صورت پذیرفت.
جیمز الکینگتون فرایند تجاری الکترو-وینینگ را در سال ۱۸۶۵ ثبت نمود و اولین کارخانه موفق در این امر را در سال ۱۸۷۰ در پمبری در ولز تأسیس کرد. اولین کارخانه در مقیاس تجاری در سال ۱۸۸۳ در آمریکا در نیویورک، نیوجرسی با نام شرکت ذوب و تصفیه بالباخ و پسران تأسیس گردید.

## کاربردها
فلزات معمول که این فرایند روی آن‌ها انجام می‌پذیرد عبارتند از:سرب، مس، طلا، نقره، روی، آلومینیم، کروم، کبالت، منگنز، عنصرهای خاکی کمیاب وفلزهای قلیایی. برای آلومینیم این روش تنها روش تولیدی مورد استفاده می‌باشد. بسیاری از فلزات واکنش پذیر مهم صنعتی (که با آب به شدت واکنش می‌دهند) با الکترولیز نمکهای مذاب آن‌ها تولید صنعتی می‌شوند. آزمایش‌های زیادی و برای پردازش سوخت هسته‌ای با استفاده از روش پالایش الکتریکی انجام پذیرفته است. پالایش الکتریکی توانایی جداسازی فلزات سنگین همچون پلوتونیم، سزیم و استرانسیم را از اورانیم که سمیت کمتری دارا می‌باشد، را دارد. سیستم‌های استخراج الکتریکی فراوانی برای خذف فلزات سمی از فاضلاب صنعتی موجود هستند.

## فرایند

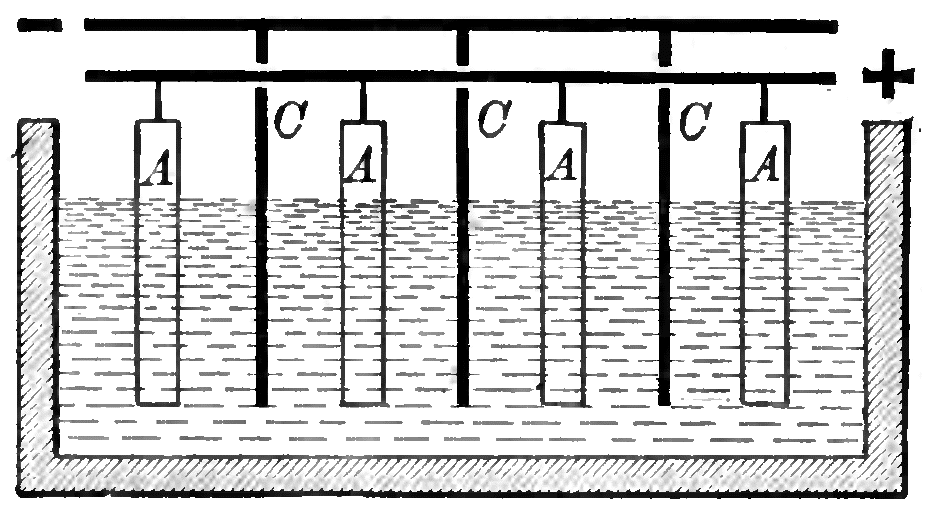
دستگاه تصفیه الکترولیتی مس

بیشتر فلزات در طبیعت در حالت اکسید به صورت ماده معدنی وجود دارند و برای استفاده از آن‌ها باید آن‌ها را به حالت فلزی احیا نمود. سنگ معدن در یک فرایند پیش نیاز در الکترولیت آبی یا نمک مذاب حل شده و سپس عملیات الکترولیز روی آن صورت می‌پذیرد. فلز در کاتد رسوب می‌نماید و معمولاً واکنش انجام گرفته در آند، واکنش ایجاد اکسیژن می‌باشد. بسیاری از فلزات نیز به صورت سولفات در طبیعت یافت می‌شوند؛ از جمله این فلزات می‌توان از مس، سرب، مولیبدن، کادمیم، نیکل، نقره، کبالت و روی نام برد. علاوه بر این طلا و پلاتین نیز در طبیعت به صورت سنگ معدن پایه سولفیدی یافت می‌شوند. بیشتر فلزات پایه سولفاتی و نمکهای آن‌ها رسانای جریان الکتریسیته هستند، که این امر باعث می‌شود بهترین روش برای تصفیه آن‌ها فرایند احیا الکتریکی محلول‌های آبی یا مذاب آن‌ها باشد.
برخی از فلزات همچون نیکل در با الکترولیز جدا نمی‌شوند و در محلول الکترولیت باقی می‌مانند. این مواد در مرحله بعد با روش شیمیایی احیا شده و از الکترولیت جدا می‌گردند. دیگر فلزاتی که طی فرایند الکترولیز فلز هدف احیا می‌شوند ولی روی کاتذ رسوب نمی‌کنند، در کف ظرف نه‌نشین می‌شوند، که به آن‌ها لجن آند گفته می‌شود. این فلزات موجود در لجن به روش‌های معمول متالورژی قابل تصفیه می‌باشند.
به دلیل اینکه سرعت رسوب به سطح کاتد بستگی مستقیم دارد، نگهداری و بازدید کاتدها بسیار مهم می‌باشد. دو نوع کاتد وجود دارد: کاتد مسطح و کاتد مشبک، که هر کدام مزایای خاص خود را دارند. کاتدهای مسطح به راحتی تمیز و دوباره مورد استفاده قرار می‌گیرند، و فلز مورد استفاده در آن قابلیت تعمیر دارد. در حالیکه کاتد مشبک دارای نرخ رسوب بالاتری نسبت به کاتد مسطح می‌باشد. آن‌ها قابلیت استفاده مجدد نداشته و باید بازیافت گردند.